# Volnà Revoliutsi
Volnà Revoliutsi - Волна Революции (rus) és un possiólok del krai de Krasnodar, a Rússia. Es troba a la península de Taman, a la vora septentrional de la badia de Taman, a l'estret de Kertx, a 37 km al nord-oest de Temriük i a 162 km a l'oest de Krasnodar, la capital.
Pertany al municipi de Fontalóvskaia.